# КрАЗ-5401
КрАЗ-5401 (англ. KrAZ 5401) — сімейство безкапотних автомобілів-шасі виробництва АвтоКрАЗ з колісною формулою 4х2 та 4х4 і кабіною над двигуном та вантажопідйомністю 7-13,5 тонн, створене на основі дослідної моделі КрАЗ H12.2R.
На шасі КрАЗ-5401 можна встановлювати різні надбудови.
Шасі обладнано антиблокувальною системою гальм.

## Будова автомобіля

### Кузов
Кузов автомобіля складається з кабіни та шасі для кріплення різноманітного обладнання. Кабіна безкапотна, розміщена над двигуном від вантажівки Renault Kerax або Hubei Qixing (модель PW21) без спального місця, подібна на кабіну MAN TGA.
Рама сходового типу, посилена вкладишами для забезпечення оптимальної жорсткості при експлуатації у важких дорожніх умовах. Лонжерони виготовлені з холодногнутого швелера легованої сталі виробництва австрийского концерну Voestalpine AG, поперечки — штамповані з якісної конструкційної сталі. Це дозволило полегшити вагу автомобіля на 1100 кг.

### Двигуни
КрАЗ-5401 на вибір оснащається наступними 6-циліндровими рядними двигунами:
Дизельні:
- ЯМЗ-536 об'ємом 6,65 л потужністю 312 к.с.,
- Ford-Ecotorq об'ємом 7,33 л потужністю 320 к.с. (Євро-5),
- Deutz TCD 2013 L06 4V об'ємом 7,142 л потужністю 300—335 к.с. (Євро-5).
- Weichai WP7.300E51 потужністю 300 к.с. (Євро-5).

Газовий, що працює на метані:
- Mercedes-Benz M906LAG 6,8 л потужністю 279 к.с. (Євро-5).

### Шасі

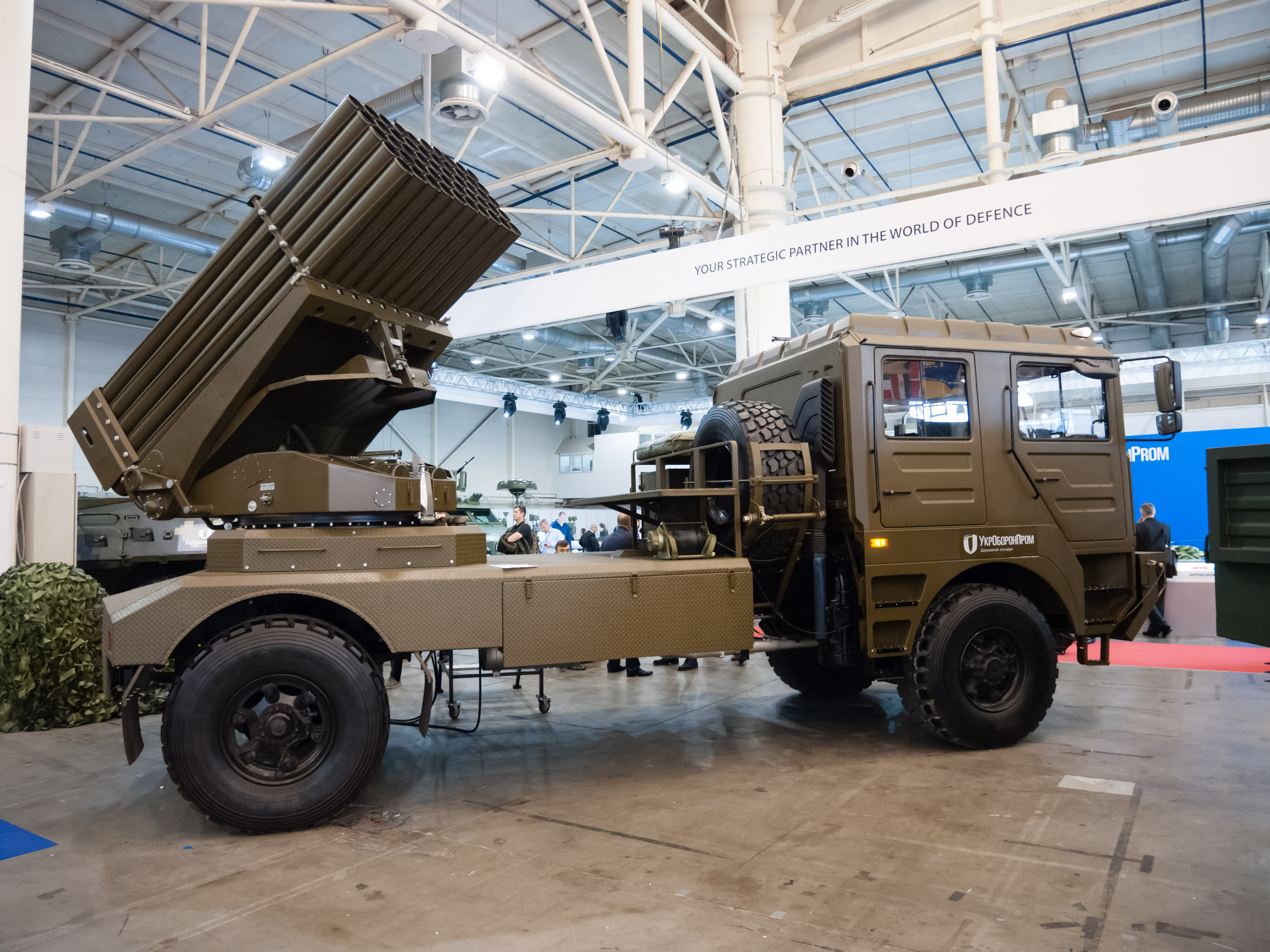
КрАЗ-5401НЕ як шасі БМ-21УМ «Берест», 2018 р.

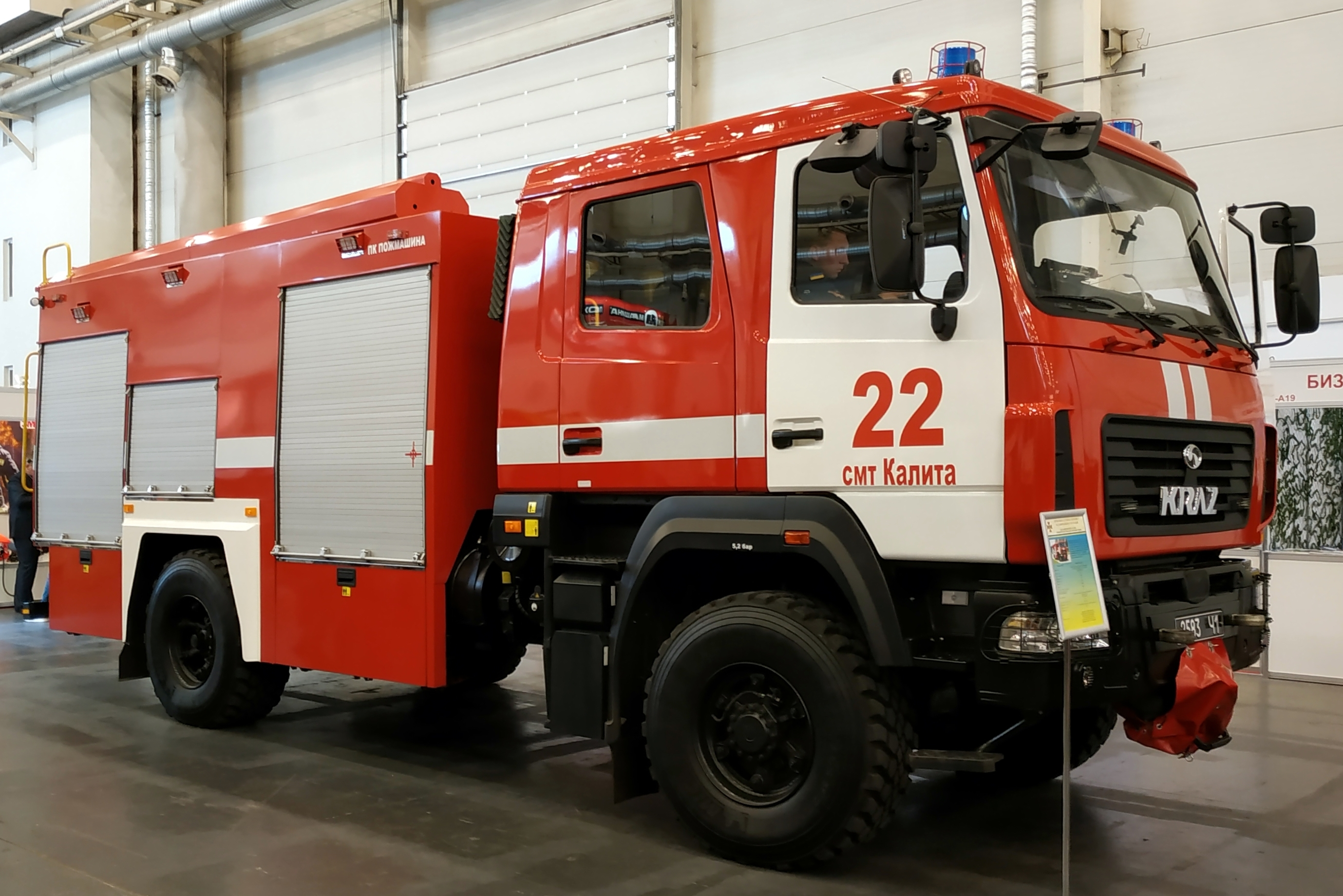
Протипожежний автомобіль АЦ-4-60 (5401НЕ) 515К на шасі КрАЗ-5401НЕ з кабіною МАЗ-437212

#### Трансмісія
- Зчеплення Sachs MFZ-430: однодискове, фрикційне, сухе, діафрагмове, що витяжного типу. Диск ведений діаметром 430 мм, з поглиначем крутильних коливань пружинно-фрикційного типу, з екологічно безпечними фрикційними накладками. Муфта включення з радіальними підшипниками, при включенні переміщається від двигуна. Установка на маховик двигуна відповідно до міжнародного стандарту ISO 11055:1996 (E).

- Коробка передач Eaton Fast Gear 9JS119ТА або 9JS150ТА-B: 9-ступінчаста, механічна, двохдіапазонна.

#### Ходова частина
- Передня підвіска — залежна, на двох поздовжніх напівеліптичних листових ресорах, з двома гідравлічними амортизаторами і стабілізатором поперечної стійкості.
- Задня підвіска — залежна, на двох поздовжніх напівеліптичних листових ресорах, з двома додатковими ресорами і стабілізатором поперчної стійкості.

#### Механізм керування
- Рульовий механізм — інтегрального типу з вбудованим гідропідсилювачем.

## Модифікації
- КрАЗ-5401B2 — бортовий автомобіль вантажопідйомністю 12 тонн на шасі КрАЗ-5401Н2.
- КрАЗ-5401Н2 — полегшене на 1100 кг шасі вантажопідйомністю 13,15 т з кабіною виробництва Hubei Qixing (модель PW21) без спального місця, подібною на кабіну MAN TGA, двигуном ЯМЗ-536 потужністю 312 к.с. (або Weichai, Cummins чи Deutz) і КПП Fast Gear 9JS119ТА-B (представлене в березні 2015 року[1]).
- КрАЗ-5401К2 — вакуумна підмітально-прибиральна машина з кабіною від вантажівки Renault Kerax і двигуном Mercedes-Benz M906LAG 6,8 л (Євро-5), потужністю 279 к.с., що працює на газі (метан), одним дисковим зчепленням MFZ-430 та 9-ст. коробкою передач 9JS119ТА. Середня витрата метану у машини варіюється в межах 25-30 кубометрів на 100 км шляху. У дизельному еквіваленті це виходить десь 15 л солярки на 100 км шляху.[2][3]
- КрАЗ-5401Н2 (7 т) — шасі вантажопідйомністю 7 т, повною масою 12,6 т, з кабіною від вантажівки Renault Kerax без спального місця, рядним 4-циліндровим двигуном 4,1 л Weichai WP4.1Q160E50 потужністю 170 к.с. (Євро-5) і 6-ст. МКПП Fast Gear 6J70T (представлене в 1 грудня 2016 року[4]). Радіус розвороту машини становить 6,8 м. Рівень шуму в кабіні — 79 Дб (максимально допустима величина — 82 Дб).
- КрАЗ-5401Н2-020 — шасі з кабіною виробництва Hubei Qixing (модель PW21), двигуном ЯМЗ-536 потужністю 312 к.с. і КПП Fast Gear 9JS150ТА-B.
- КрАЗ-5401К2-020 — вакуумна підмітально-прибиральна машина на шасі КрАЗ-5401Н2-020.
- КрАЗ-5401С2 — самоскид з кабіною виробництва Hubei Qixing вантажопідйомністю 10 т з 7 кубовою прямокуною платформою і рядними шестициліндровими двигунами Deutz TCD 2013 L06 4V об'ємом 7,142 л потужністю 300—335 к.с. (Євро-5)[5]
- КрАЗ-5401НЕ — повноприводне шасі з колісною формулою 4х4, одинарною ошинковкою задніх мостів, вантажопідйомністю 9 т і п'ятимісною кабіною виробництва Shaanxi або МАЗ-437212 (представлене 18 листопада 2016 року)[6].

### Відео
- «АвтоКрАЗ» представив новинку: безкапотний фургон — Громадське. Кременчук [Архівовано 26 березня 2016 у Wayback Machine.] youtube.com
- Ізотермічний фургон КрАЗ-5401H2 [Архівовано 26 лютого 2022 у Wayback Machine.]